# Arthroleptides
Arthroleptides é um género de anfíbios anuros da família Petropedetidae.
Este género contém as seguintes espécies:
- Arthroleptides dutoiti
- Arthroleptides martiensseni
- Arthroleptides yakusini